# 558-ма гренадерська дивізія (Третій Рейх)
558-ма гренадерська дивізія (Третій Рейх) (нім. 558. Grenadier-Division) — гренадерська піхотна дивізія Вермахту, що входила до складу німецьких сухопутних військ за часів Другої світової війни.

## Історія
558-ма гренадерська дивізія сформована 11 липня 1944 року на навчальному центрі Графенвер (нім. Truppenübungsplatz Grafenwöhr) у XIII військовому окрузі під час 29-ї хвилі мобілізації Вермахту. У серпні — вересні 1944 року з'єднання билося проти Червоної армії в Литві та в районі Сувалок. 9 жовтня 1944 року дивізія була перейменована в 558-у фольксгренадерську дивізію.

## Райони бойових дій
- Східний фронт (липень — жовтень 1944).

## Командування

### Командири
- генерал-лейтенант Артур Кулльмер (нім. Arthur Kullmer) (серпень — 9 жовтня 1944)

### Підпорядкованість
| Час      | Корпус   | Армія | Група армій (округ) | Штаб    |
| -------- | -------- | ----- | ------------------- | ------- |
| 1944     |          |       |                     |         |
| серпень  |          |       | Група армій «Центр» | Литва   |
| вересень | XXXXI тк | 4 А   | Група армій «Центр» | Сувалки |

### Склад
| 1944                                      |
| ----------------------------------------- |
| 1122-й гренадерський полк                 |
| 1123-й гренадерський полк                 |
| 1124-й гренадерський полк                 |
| 1558-й артилерійський полк                |
| 558-ма фузилерна рота                     |
| 558-ма рота зв'язку                       |
| 1558-ме дивізійне управління забезпечення |

## Нагороджені дивізії
Нагороджені дивізії
|  | Кавалери Нагрудного знаку ближнього бою в золоті                                                           | 1                                                                                                  |
|  | Кавалери Золотого Німецького Хреста                                                                        | 9                                                                                                  |
|  | Кавалери Лицарського хреста Залізного хреста з Дубовим листям                                              | 2 (№ 758 генерал-лейтенант Артур Кулльмер — 28.02.1945 № 759 майор Міхаель Пессінгер — 28.02.1945) |
|  | Кавалери Лицарського хреста Залізного хреста                                                               | 10                                                                                                 |
|  | Кавалери Почесної застібки Сухопутних військ «Почесна застібка на орденську стрічку для Сухопутних військ» | 5                                                                                                  |

- Нагороджені Сертифікатом Пошани Головнокомандувача Сухопутних військ (1)
- Нагороджені Сертифікатом Пошани Головнокомандувача Сухопутних військ за збитий літак противника (1)